# إيري ياماغوتشي
إيري ياماغوتشي (باليابانية: 山口衛里) هي منافسة ألعاب القوى يابانية، ولدت في 14 يناير 1973 في هيوغو في اليابان.

## وصلات خارجية
- إيري ياماغوتشي على موقع الاتحاد الدولي لألعاب القوى (الإنجليزية)
- إيري ياماغوتشي على موقع أوليمبيديا (الإنجليزية)